# Розклад чемпіонату світу з футболу 2010
Хронологічний список матчів чемпіонату світу з футболу 2010.

## Груповий раунд
Всі розклади матчів написані за місцевим часом (UTC+2).
| Дата                | Час                          | Venue                        | Стадіон                      | Збірна 1                     | Рахунок                      | Збірна 2                     |
| Четвер 10 червня    | Попередні події              | Попередні події              | Попередні події              | Попередні події              | Попередні події              | Попередні події              |
| ------------------- | ---------------------------- | ---------------------------- | ---------------------------- | ---------------------------- | ---------------------------- | ---------------------------- |
| Четвер 10 червня    | 20:00                        | Совето                       | Відкриття чемпіонату         | Відкриття чемпіонату         | Відкриття чемпіонату         | Відкриття чемпіонату         |
| П'ятниця 11 червня  | 14:00                        | Соккер-Сіті                  | Церемонія відкриття          | Церемонія відкриття          | Церемонія відкриття          | Церемонія відкриття          |
| П'ятниця 11 червня  | Перший раунд групових матчів |                              |                              |                              |                              |                              |
| П'ятниця 11 червня  | 16:00                        | Соккер-Сіті                  | Група A                      | ПАР                          | 1 – 1                        | Мексика                      |
| П'ятниця 11 червня  | 20:30                        | Грін-Пойнт                   | Група A                      | Уругвай                      | 0 – 0                        | Франція                      |
| Субота 12 червня    | 13:30                        | Port Elizabeth               | Група B                      | Південна Корея               | 2 – 0                        | Греція                       |
| Субота 12 червня    | 16:00                        | Johannesburg (EP)            | Група B                      | Аргентина                    | 1 – 0                        | Нігерія                      |
| Субота 12 червня    | 20:30                        | Rustenburg                   | Група C                      | Англія                       | 1 – 1                        | США                          |
| Неділя 13 червня    | 13:30                        | Пітер Мокаба                 | Група C                      | Алжир                        | 0 – 1                        | Словенія                     |
| Неділя 13 червня    | 16:00                        | Лофтус Версфельд             | Група D                      | Сербія                       | 0 – 1                        | Гана                         |
| Неділя 13 червня    | 20:30                        | Дурбан                       | Група D                      | Німеччина                    | 4 – 0                        | Австралія                    |
| Понеділок 14 червня | 13:30                        | Соккер-Сіті                  | Група E                      | Нідерланди                   | 2 – 0                        | Данія                        |
| Понеділок 14 червня | 16:00                        | Фрі Стейт                    | Група E                      | Японія                       | 1 – 0                        | Камерун                      |
| Понеділок 14 червня | 20:30                        | Грін-Пойнт                   | Група F                      | Італія                       | 1 – 1                        | Парагвай                     |
| Вівторок 15 червня  | 13:30                        | Rustenburg                   | Група F                      | Нова Зеландія                | 1 – 1                        | Словаччина                   |
| Вівторок 15 червня  | 16:00                        | Port Elizabeth               | Група G                      | Кот-д'Івуар                  | 0 – 0                        | Португалія                   |
| Вівторок 15 червня  | 20:30                        | Johannesburg (EP)            | Група G                      | Бразилія                     | 2 – 1                        | Північна Корея               |
| Середа 16 червня    | 13:30                        | Мбомбела                     | Група H                      | Гондурас                     | 0 – 1                        | Чилі                         |
| Середа 16 червня    | 16:00                        | Дурбан                       | Група H                      | Іспанія                      | 0 – 1                        | Швейцарія                    |
| Середа 16 червня    | Другий раунд групових матчів |                              |                              |                              |                              |                              |
| Середа 16 червня    | 20:30                        | Лофтус Версфельд             | Група A                      | ПАР                          | 0 – 3                        | Уругвай                      |
| Четвер 17 червня    | 13:30                        | Соккер-Сіті                  | Група B                      | Аргентина                    | 4 – 1                        | Південна Корея               |
| Четвер 17 червня    | 16:00                        | Фрі Стейт                    | Група B                      | Греція                       | 2 – 1                        | Нігерія                      |
| Четвер 17 червня    | 20:30                        | Polokwane                    | Група A                      | Франція                      | 0 – 2                        | Мексика                      |
| П'ятниця 18 червня  | 13:30                        | Port Elizabeth               | Група D                      | Німеччина                    | 0 – 1                        | Сербія                       |
| П'ятниця 18 червня  | 16:00                        | Johannesburg (EP)            | Група C                      | Словенія                     | 2 – 2                        | США                          |
| П'ятниця 18 червня  | 20:30                        | Грін-Пойнт                   | Група C                      | Англія                       | 0 – 0                        | Алжир                        |
| Субота 19 червня    | 13:30                        | Дурбан                       | Група E                      | Нідерланди                   | 1 – 0                        | Японія                       |
| Субота 19 червня    | 16:00                        | Rustenburg                   | Група D                      | Гана                         | 1 – 1                        | Австралія                    |
| Субота 19 червня    | 20:30                        | Лофтус Версфельд             | Група E                      | Камерун                      | 1 – 2                        | Данія                        |
| Неділя 20 червня    | 13:30                        | Фрі Стейт                    | Група F                      | Словаччина                   | 0 – 2                        | Парагвай                     |
| Неділя 20 червня    | 16:00                        | Мбомбела                     | Група F                      | Італія                       | 1 – 1                        | Нова Зеландія                |
| Неділя 20 червня    | 20:30                        | Соккер-Сіті                  | Група G                      | Бразилія                     | 3 – 1                        | Кот-д'Івуар                  |
| Понеділок 21 червня | 13:30                        | Грін-Пойнт                   | Група G                      | Португалія                   | 7 – 0                        | Північна Корея               |
| Понеділок 21 червня | 16:00                        | Port Elizabeth               | Група H                      | Чилі                         | 1 – 0                        | Швейцарія                    |
| Понеділок 21 червня | 20:30                        | Johannesburg (EP)            | Група H                      | Іспанія                      | 2 – 0                        | Гондурас                     |
| Вівторок 22 червня  | Третій раунд групових матчів | Третій раунд групових матчів | Третій раунд групових матчів | Третій раунд групових матчів | Третій раунд групових матчів | Третій раунд групових матчів |
| Вівторок 22 червня  | 16:00                        | Rustenburg                   | Група A                      | Мексика                      | 0 – 1                        | Уругвай                      |
| Вівторок 22 червня  | 16:00                        | Фрі Стейт                    | Група A                      | Франція                      | 1 – 2                        | ПАР                          |
| Вівторок 22 червня  | 20:30                        | Дурбан                       | Група B                      | Нігерія                      | 2 – 2                        | Південна Корея               |
| Вівторок 22 червня  | 20:30                        | Polokwane                    | Група B                      | Греція                       | 0 – 2                        | Аргентина                    |
| Середа 23 червня    | 16:00                        | Port Elizabeth               | Група C                      | Словенія                     | 0 – 1                        | Англія                       |
| Середа 23 червня    | 16:00                        | Лофтус Версфельд             | Група C                      | США                          | 1 – 0                        | Алжир                        |
| Середа 23 червня    | 20:30                        | Соккер-Сіті                  | Група D                      | Гана                         | 0 – 1                        | Німеччина                    |
| Середа 23 червня    | 20:30                        | Мбомбела                     | Група D                      | Австралія                    | 2 – 1                        | Сербія                       |
| Четвер 24 червня    | 16:00                        | Johannesburg (EP)            | Група F                      | Словаччина                   | 3 – 2                        | Італія                       |
| Четвер 24 червня    | 16:00                        | Polokwane                    | Група F                      | Парагвай                     | 0 - 0                        | Нова Зеландія                |
| Четвер 24 червня    | 20:30                        | Rustenburg                   | Група E                      | Данія                        | 1 – 3                        | Японія                       |
| Четвер 24 червня    | 20:30                        | Грін-Пойнт                   | Група E                      | Камерун                      | 1 – 2                        | Нідерланди                   |
| П'ятниця 25 червня  | 16:00                        | Дурбан                       | Група G                      | Португалія                   | 0 – 0                        | Бразилія                     |
| П'ятниця 25 червня  | 16:00                        | Мбомбела                     | Група G                      | Північна Корея               | 0 – 3                        | Кот-д'Івуар                  |
| П'ятниця 25 червня  | 20:30                        | Лофтус Версфельд             | Група H                      | Чилі                         | 1 – 2                        | Іспанія                      |
| П'ятниця 25 червня  | 20:30                        | Фрі Стейт                    | Група H                      | Швейцарія                    | 0 – 0                        | Гондурас                     |

## Плей-офф
Всі розклади матчів написані за місцевим часом (UTC+2).
| Дата                | Час        | Venue             | Стадіон         | Збірна 1   | Рахунок    | Збірна 2       |
| ------------------- | ---------- | ----------------- | --------------- | ---------- | ---------- | -------------- |
| Субота 26 червня    | 16:00      | Port Elizabeth    | Плей-офф        | Уругвай    | Match 49   | Південна Корея |
| Субота 26 червня    | 20:30      | Rustenburg        | Плей-офф        | США        | Match 50   | Гана           |
| Неділя 27 червня    | 16:00      | Фрі Стейт         | Плей-офф        | Німеччина  | Match 51   | Англія         |
| Неділя 27 червня    | 20:30      | Соккер-Сіті       | Плей-офф        | Аргентина  | Match 52   | Мексика        |
| Понеділок 28 червня | 16:00      | Дурбан            | Плей-офф        | 1E         | Match 53   | 2F             |
| Понеділок 28 червня | 20:30      | Johannesburg (EP) | Плей-офф        | 1G         | Match 54   | 2H             |
| Вівторок 29 червня  | 16:00      | Лофтус Версфельд  | Плей-офф        | 1F         | Match 55   | 2E             |
| Вівторок 29 червня  | 20:30      | Грін-Пойнт        | Плей-офф        | 1H         | Match 56   | 2G             |
| Середа 30 червня    | Вільні дні | Вільні дні        | Вільні дні      | Вільні дні | Вільні дні | Вільні дні     |
| Четвер 1 липня      | Вільні дні | Вільні дні        | Вільні дні      | Вільні дні | Вільні дні | Вільні дні     |
| П'ятниця 2 липня    | 16:00      | Port Elizabeth    | Чвертьфінали    | W53        | Match 57   | W54            |
| П'ятниця 2 липня    | 20:30      | Соккер-Сіті       | Чвертьфінали    | W49        | Match 58   | W50            |
| Субота 3 липня      | 16:00      | Грін-Пойнт        | Чвертьфінали    | W52        | Match 59   | W51            |
| Субота 3 липня      | 20:30      | Johannesburg (EP) | Чвертьфінали    | W55        | Match 60   | W56            |
| Неділя 4 липня      | Вільні дні | Вільні дні        | Вільні дні      | Вільні дні | Вільні дні | Вільні дні     |
| Понеділок 5 липня   | Вільні дні | Вільні дні        | Вільні дні      | Вільні дні | Вільні дні | Вільні дні     |
| Вівторок 6 липня    | 20:30      | Грін-Пойнт        | Півфінали       | W58        | Match 61   | W57            |
| Середа 7 липня      | 20:30      | Дурбан            | Півфінали       | W59        | Match 62   | W60            |
| Четвер 8 липня      | Вільні дні | Вільні дні        | Вільні дні      | Вільні дні | Вільні дні | Вільні дні     |
| П'ятниця 9 липня    | Вільні дні | Вільні дні        | Вільні дні      | Вільні дні | Вільні дні | Вільні дні     |
| Субота 10 липня     | 20:30      | Port Elizabeth    | Матч за 3 місце | L61        | Match 63   | L62            |
| Неділя 11 липня     | 20:30      | Соккер-Сіті       | Фінал           | W61        | Match 64   | W62            |